# Companyia Auto-Sahariana
Les Companyies Auto-Saharianes ((italià Compagnie Auto-Avio-Sahariane) van ser unes unitats militars italianes especialitzades en patrulles de llarg abast al desert del Sàhara. Les unitats van funcionar des de finals de la dècada de 1930 fins a la rendició italiana el 1943.

## Història
Les companyies saharianes es van formar per primera vegada el 1923 amb el propòsit de patrullar l'espai entre els forts italians al desert del Sàhara libi a la Líbia italiana. L'any 1938 les cinc companyies existents es van reorganitzar com a unitats motoritzades amb suport aeri propi. Les companyies van rebre nous vehicles tot terreny i una secció d'avions lleugers (tripulada per personal de Regia Aeronautica). El març de 1941 es van formar cinc noves Companyies Saharianes.
Es van formar dues seccions d'aeronaus (Sezioni Aeroplani) per tal d'operar juntament amb les companyies saharianes. Cada secció tenia quatre avions de reconeixement i enllaç, el més efectiu dels quals era el bimotor Caproni Ca.309 Ghibli.

### Segona Guerra Mundial
Les Companyies Auto-Saharianes eren similars al Long Range Desert Group (LRDG) britànic que es va crear el 1940, excepte que la Companyia també tenia el suport del seu propi braç aeri per ajudar al reconeixement de llarg abast i l'atac terrestre.
Durant la campanya del nord d'Àfrica, les companyies auto-saharianes van tenien com a missió fer reconeixements en profunditat i la vigilància de les rutes dels Oasis.
El 1940, a l'inici de les hostilitats, quatre companyies es van unir al grup Grup Maletti i van ser destruïdes amb ell a la batalla de Nibeiwa. Van ser substituïts per cinc companyies de nova creació, sota el comandament del tinent coronel Della Valle, adscrites al grup saharià "Mannerini". La 1a Companyia es trobava a Gialo, la 2a a Kufra, la 3a a Hon, la 4a a Gadames i la 5a a Ghat.
El 31 de gener de 1941, els LRDG britànics van ser interceptats per la Compagnia Autosahariana di Cufra a la vall de Jebel Sherif. Mentre donaven suport a les forces franceses lliures de Philippe Leclerc a la presa de Kufra. El LRDG va fer perdre un home en combat i se li van capturar tres homes, inclòs el major Clayton, i tres camions destruïts durant la batalla. Les pèrdues dels italians van ser cinc morts i tres ferits, i un camió va ser abandonat.
La Compagnie Auto-Avio-Sahariane va lluitar contra el LRDG els anys 1941 i 1942, però la seva activitat es va reduir per manca de gasolina. Després de El Alamein el grup saharià Mannerini es va retirar a Tunísia on van lluitar durament a la zona de Mareth i Sfax (batalla de la línia Mareth), fins a la rendició final italiana a Àfrica el maig de 1943.

## Organització
L'any 1940, una Companya Sahariana, estava formada per quatre esquadres (una de Quarter General, dues motoritzats i una de metralladores), la força era de 4 oficials, 7 suboficials i 32 soldats italians juntament amb 77 soldats libis per un total de 120 homes. La companyia operava amb 16 cotxes tot terreny AS.37 i 3 camions (FIAT 634). Un dels AS.37 de l'escuadra de QG estava equipat amb ràdio per tal de mantenir l'enllaç en temps real amb l'aviació durant les operacions.
L'any 1942 es va revisar l'organització de les companyies, a part de l'esquadra HQ, una companyia estava formada per un escamot motoritzat d'infanteria, un escamot motoritzat de metralladores, un escamot motoritzat de canons de 20 mm i un escamot motoritzat de canons antitanc 47/32. Podrien comptar amb 7 vehicles tot terreny (AS.37 o AS.42) i 10 camions (LANCIA 3 RO)

## Vehicles[4]
Els vehicles més utilitzats per les companyies saharianes van ser els següents:
- Trattore Leggero SPA TL.37 “Líbia”. El TL.37 era un tractor d'artilleria de quatre rodes amb direcció a totes les rodes. El vehicle, dissenyat l'any 1937, estava propulsat per un motor de gasolina de quatre cilindres, el SPA 18R de 52 CV. Tenia una velocitat màxima de 38 km/h i podia transportar 800 kg. Podia transportar sis passatgers en dos seients davanters i quatre seients posteriors. La variant "Líbia" es diferenciava del tractor d'artilleria bàsic TL.37 per tenir un dipòsit de combustible més gran i pneumàtics Pirelli especialment dissenyats. Algunes variants del TL.37 "Líbia" estaven armades amb un canó Breda de 20 mm o un canó antitanc Cannone da 47/32 M35.
- Autocarro Sahariano SPA AS.37. Aquest vehicle, basat en el TL.37, era capaç de velocitat superior (50 km/h); la capacitat de càrrega també es va incrementar un 25% fins als 4.190 kg. L'AS.37 tenia una plataforma plana amb dos bancs enfrontats. A partir de 1941, alguns d'ells estaven armats amb un canó Breda de 20 mm.
- Camionetta Desertica SPA-Viberti AS.42. Un cotxe de quatre rodes motrius dissenyat específicament per operar al desert, que va entrar en servei amb unitats saharianes el novembre de 1942. Va ser construït sobre el mateix xassís que el cotxe blindat AB.40/41 però no estava blindat. Funcionava amb un motor de gasolina de 100 CV i arribava a una velocitat màxima de 85 km/h. Tenia bastidors als laterals per portar 24 bidons (la majoria de combustible) i portava una roda de recanvi al capó davanter. Podria acomodar una tripulació de sis i armes com el canó Breda de 20 mm, el Cannone da 47/32 M35, el rifle antitanc Solothurn S-18/100 de 20 mm i fins a tres Breda mod. 37 metralladores. L'AS.42 feia 1,49 metres d'alçada, 5,20 metres de llargada i 1,80 metres d'amplada.
- Camion FIAT 634. La variant militar del camió civil FIAT 632, feia 3,24 metres d'alçada, 7,43 metres de llargada i 2,40 metres d'amplada. Tenia sis rodes, dues a l'eix davanter i quatre a l'eix posterior. Tenia una càrrega màxima de 7640 kg i una velocitat màxima de 40 km/h i funcionava amb un motor dièsel. Va ser utilitzat per unitats saharianes per transportar tropes o subministraments.
- Camion Lancia 3 RO. Un camió de sis rodes com el FIAT 634. Es van construir més de 12.000 per al Regio Esercito. Estava propulsat per un motor dièsel de 5 cilindres i 93 CV, que li donava una velocitat de 50 km/h. Feia 3 metres d'alçada, 7,25 metres de llarg i 2,35 metres d'amplada. Va poder transportar fins a 8 tones de càrrega. El 3 RO utilitzat per les empreses saharianes tenia un canó Breda de 20 mm o un canó antitanc 47/32 sobre una plataforma giratòria a la plataforma.

## Suport aeri

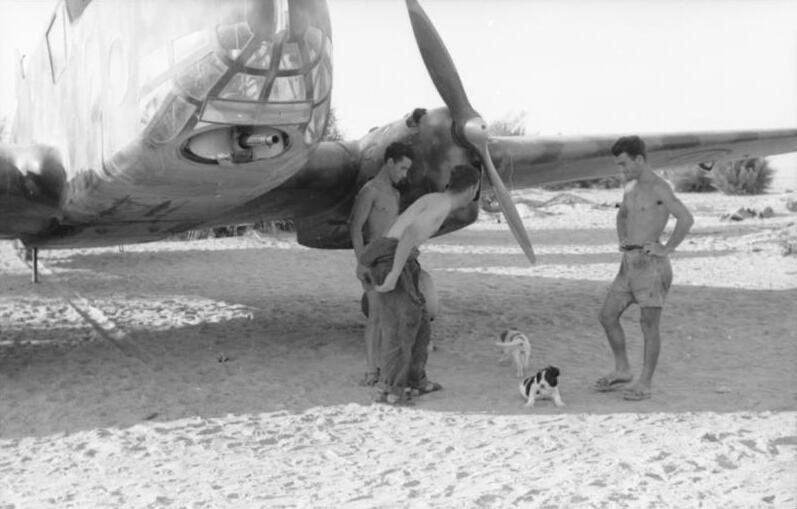
Caproni Ca 309 a Líbia

Totes les companyies tenien el suport, fins al novembre de 1942, de 3 avions Caproni Ca.309, sobrenomenats "Ghibli" (vent del desert). A Tunísia, el "Raggruppamento sahariano" no tenia suport aeri però un Ca.309, deixat a Líbia a causa dels danys, va ser reparat i va romandre actiu a l'Àfrica fins al maig de 1943. El Ca.309 (amb 3 tripulants) era un monoplà d'ala baixa amb un motor de pistó instal·lat a cada ala, i estava pensat per servir com a avió de reconeixement i atac a terra. Tenia metralladores Breda SAFAT de 7,7 mm i podia portar bombes de fins a 330 kg.